# Mimesistheorie
De mimesistheorie (of afspiegelings-) is een theorie gebaseerd op het idee dat een kunstwerk een nabootsing moet zijn van de werkelijkheid. De essentie van de kunst ligt in haar mimetische functie. Mimesis betekent letterlijk 'imitatie'.
De oudste mimesistheorie is van Plato, de stichter van de oudste Academie.
De mimesis-theorie van Aristoteles is een literair-esthetische theorie. Muziek bijvoorbeeld was volgens hem een directe imitatie (dus een weergave) van de hartstochten of de gemoedstoestanden.
Zwart vierkant van Kazimir Malevitsj wordt door een aantal kunsthistorici beschouwd als een meesterwerk, het einde van een tijdperk en het begin van iets compleet nieuw. Iedereen zou dat schilderij kunnen maken want het vereist geen kunde of vaardigheden en het materiaal kost weinig. Hij tastte met zijn werk de regels van de mimetische kunst aan. Men moest zich de vraag stellen of kunst technische vaardigheid, een vorm van illusionisme, figuratie en onderwerp vereist. Die denkwijze is al lang achterhaald. Men beschouwt diegenen met de grootste vakkennis en bedrevenheid niet meer als de grootste kunstenaars.